# Syndrome de Smith-Magenis
Le syndrome de Smith-Magenis est une maladie génétique rare se manifestant généralement par l'association d'un visage caractéristique, d'un retard de développement, de troubles cognitifs et d'anomalies émotionnelles et du comportement. Les anomalies du sommeil sont souvent le symptôme auquel est réduit le syndrome dans la culture populaire (inversion du rythme circadien), ce qui est assez simpliste, même si le syndrome de Smith-Magenis est le plus typiquement reliable à cet aspect.
Les anomalies du visage sont souvent très peu flagrantes et plutôt évolutives (avec beaucoup de variabilité individuelle et une tendance à s'accentuer avec l'âge), mais comportent un front bombé, une bouche dite en "chapeau de gendarme" (en particulier la lèvre supérieure triangulaire), un nez plutôt épaté, des yeux profondément enfoncés dans leurs orbites, des sourcils épais pouvant se rejoindre (synophris) ou encore des oreilles implantées de façon basse. Des anomalies de la sphère ORL peuvent rendre la voix rauque. La croissance est retardée et la taille est réduite. D'autres altérations physiques peuvent être présentes.
Le retard mental est moyen avec un quotient intellectuel à 50 en moyenne. Les retards dans le développement sont inégaux, par exemple la mémoire à long terme est bonne tandis que l'abstraction est plus limitée. La socialisation est en général bonne, mais l'hypersociabilité sans discernement, la relation fusionnelle avec la personne aidante ou les symptômes de type autistique peuvent poser problème. Il ne s'agit pas toujours de handicap mental caractérisé. Les troubles de l'humeur, le déficit attentionnel et l'hyperactivité sont fréquents.
Les anomalies du comportement sont assez caractéristiques avec troubles du sommeil, gestes stéréotypés, actions auto-agressives. Le syndrome est souvent relié au spectre autistique dans certaines de ses manifestations, comportementales notamment.
Le syndrome n'est généralement pas complet ni reconnu avant 18 mois et change au cours de l'enfance et de l'âge adulte.

Le nouveau-né est souvent hypotonique, fait des siestes prolongées, et nécessite de le réveiller pour l'alimenter.
Chez l'enfant, le sommeil est souvent perturbé par inversion du rythme circadien de la mélatonine aboutissant à des somnolences diurnes, des attaques de sommeil le soir, des réveils la nuit et un éveil précoce.

Les comportements induits par cette maladie chez l'enfant comprennent en général une hyperactivité, des sautes d'humeurs, une recherche de l'attention, une difficulté à se concentrer, une agressivité et des gestes à tendance autodestructrice, par exemple se cogner la tête, se mordre les mains, se toucher les blessures. L'agressivité contre autrui est bien plus rare. Deux anomalies comportementales, plus rarement observées, sont l'onychotillomanie (mutilations des ongles) et la polyembolokoilamanie ou tendance à mettre des objets dans les orifices naturels.
Deux gestes stéréotypes sont typiques de cette pathologie:
- Tendance à s'étreindre (soi-même)
- Crispation des mains et des bras.

La personne a en général des anomalies à d'autres niveaux, notamment des affections orthopédiques (cyphose), orthoptiques (myopie, strabisme, cataracte non liée à l'âge plus rarement, dysfonction motrice oculaire), génito-urinaires. La mutation de novo est presque toujours à l'origine du syndrome, mais la fertilité n'est pas nulle et la transmission autosomique dominante existe.
L'espérance de vie est similaire à celle de la population générale si la santé et le bien-être sont bien assurés et si aucune maladie notable ne nuit à la longévité.

## Étiologie
Une importante délétion génomique, du locus p11.2 du chromosome 17 concerne de 2 à 9 millions de paires de base. Beaucoup des caractéristiques de ce syndrome sont en rapport avec l'atteinte du gène RAI1 (en) 607642. Cette délétion induit un dysfonctionnement cognitif, physique et comportemental sévère. Une duplication réciproque de cette région génomique sur le chromosome 17 est corrélée à un autre trouble neuropsychiatrique des TSA, le syndrome de Potocki-Lupski (SLP). Ces deux syndromes correspondent à des dysfonctionnements du gène RAI1 induit par l’acide rétinoïque (RAI1) qui fonctionne par le biais du complexe RXR (Récepteur X des rétinoïdes).

## Diagnostic différentiel
Le diagnostic définitif se fait par caryotype de type FISH.
- Microdélétion 22q11
- Syndrome de Noonan
- Syndrome d'alcoolisation fœtale
- Syndrome de Williams
- Syndrome Kabuki

## Traitement et prise en charge
La prise en charge concerne avant tout le traitement des troubles du sommeil, la rééducation orthophonique et psychomotrice, la prise en charge des troubles de l'attention et des troubles de l'humeur.
Les autres atteintes possibles, en particulier les infections ORL, le retard de croissance, des problèmes urinaires, des troubles visuels, nécessitent une surveillance médicale et une prise en charge adaptée.

## Sources
- (fr) Orphanet
- (en) Online Mendelian Inheritance in Man, OMIM (TM). Johns Hopkins University, Baltimore, MD. MIM Number: 182290
- (en) Ann CM Smith, Judith E Allanson, Sarah H Elsea, Brenda M Finucane, Barbara Haas-Givler, Andrea Gropman, Kyle P Johnson, James R Lupski, Ellen Magenis, Lorraine Potocki, Beth Solomon, In Smith-Magenis Syndrome GeneTests: Medical Genetics Information Resource (database online). Copyright, University of Washington, Seattle. 1993-2005

## Associations
- Association Smith-Magenis - ASM17 France
- Syndrome de Smith Magenis France
- Perrine
- http://www.smithmagenis.org17/start.htm
- Pas à Pas avec Alexia